# Gaglioffi
La famiglia Gaglioffi è stata una famiglia nobile italiana, protagonista della storia dell'Aquila tra il XIV e il XV secolo.

## Storia
La famiglia è originaria di San Vittorino, borgo posto all'estremità della conca aquilana sul luogo della preesistente città di Amiterno. Il capostipite è ritenuto essere il mercante Giacomo, vissuto tra il XIII e il XIV secolo e soprannominato Gaglioffo, da cui derivò poi il nome della famiglia.
All'inizio del Trecento, Giacomo si trasferì all'Aquila stabilendosi nel locale di riferimento e facendo fortuna con il commercio della lana che veniva venduta ai mercanti fiorentini lungo la via degli Abruzzi. Con l'incremento delle proprie ricchezze, il Gaglioffo consolidò la sua presenza aquilana acquistando altre case nel locale di Bazzano, oltre che nella prestigiosa piazza del Mercato; come evidenziato dallo storico Alessandro Clementi, riprendendo quanto scritto in precedenza da Anton Ludovico Antinori, la famiglia fu la prima ad «uscire dalla logica sub-municipalistica dei locali per entrare in quella della Universitas, più grande della Civitas».
Giacomo sposò poi Giovanna Fidanza ed ebbe da lei sei figli: Giovanni, Ludovico, Pietruccio, Francesca, Mita e Chiara. Morì nel 1335 lasciando un cospicuo testamento da cui si desumono, tra le altre cose, «3 540 onze di fiorini d'oro e altre 40 in carlini d'argento; [...] animali minuti in Puglia 8 951; vari crediti; le case nell'Aquila in locale di S. Vittorino; in S. Vittorino nella Villa di S. Giovanni; in Chieti nella Comestabulia di Porta di Pescara; [...] molti terreni». Per volontà di Giacomo, qualche anno dopo la sua morte venne realizzato in città il monastero dell'Eucaristia, aperto nel 1349 e adiacente al palazzo di famiglia. Oltre che con Firenze, i Gaglioffi consolidarono progressivamente i loro legami con la corte angioina a Napoli e, nel 1343, Giovanni ricevette il titolo di cavaliere.
L'ascesa politica della famiglia – accresciuta da alcuni legami coniugali con i Camponeschi, la famiglia dominante all'Aquila – si rese evidente con il miles Niccolò che, nel 1408, venne nominato ciambellano regio, ricevendo in quella data anche il titolo di governatore di Todi. Niccolò morì senza eredi, cosicché il suo titolo fu ereditato dal cugino Antonbattista (primogenito di Filippo, a sua volta figlio dello zio Giacomo) che lo sfruttò per consolidare la sua posizione con lo Stato Pontificio per mezzo dei rapporti con il vescovo Amico Agnifili: tra i sette figli di Antonbattista, Giovanbattista divenne abate dell'abbazia di San Giovanni Battista di Lucoli e Vespasiano fu arcidiacono della cattedrale cittadina.
Nel 1485 proprio Giovanbattista e Vespasiano furono artefici di un tentativo di secessione dal Regno di Napoli, allorché, approfittando della prigionia del conte Pietro Lalle Camponeschi e sobillata dai Gaglioffi, la città si dichiarò sotto le dipendenze non più del re Ferrante d'Aragona bensì del papa Innocenzo VIII. Il colpo di Stato concesse a Giovanbattista di guadagnare la carica di vescovo dell'Aquila ma fu smantellato quasi immediatamente, durando solamente fino al 1486 e causando la dura repressione degli Aragonesi. Ferrante, dopo aver fatto uccidere Vespasiano, dichiarò ribelle Giovanbattista ed esiliò molti altri membri della famiglia: nel 1492 Filippangelo tornò all'Aquila nel tentativo di vendicare la morte del fratello, venendo barbaramente ucciso, mentre nel 1493 fu la volta di Giovanbattista, che fu ucciso a Roma. Anche il maggiore dei sette fratelli, Costantino, fu trattenuto in esilio forzato fino alla morte (avvenuta prima del 1495) componendo, nel periodo della prigionia, alcune opere poetiche.
Il 13 luglio 1493, per volontà di re Ferrante, il capitano di città procedette a confiscare le proprietà dei Gaglioffi, inferendo un colpo mortale alla famiglia.
Tra gli esiliati, vi fu Girolamo Gaglioffi, figlio di Filippangelo, che si rifugiò in Francia presso la corte di Carlo VIII. Con la conquista dell'Aquila da parte delle truppe francesi, nel 1495 Girolamo tornò quindi in città e, grazie ai suoi servigi di corte, il 25 marzo fu nominato camerlengo; ottenne inoltre il diritto di battere moneta, privilegio condiviso nel Regno con la sola Napoli. Nel 1496 gli Aragonesi tornarono al potere obbligando nuovamente Girolamo all'esilio, questa volta a Venezia, da dove tentò più volte di rientrare in città sfruttando un accordo segreto con il capitano Ludovico Franchi. Nel 1501 il Gaglioffi riuscì a riconquistare L'Aquila, già sofferente dalle lunghe lotte intestine e dalla crescente epidemia di peste, restaurando una politica anti-feudale e perseguendo gli oppositori filo-aragonesi; in breve tempo Girolamo – che aveva ottenuto il titolo di conte di Montorio e Popoli, abitualmente concessi al signore della città – riuscì a risollevare la situazione comunale portando anche il Comitatus alla sua massima espansione storica. Nel 1503 al riaccendersi delle ostilità tra Francia e Spagna, cercò l'appoggio della Repubblica di Firenze dopodiché dovette cedere all'avanzata della fazione aragonese, ritirandosi dapprima a Cittaducale, quindi in terra francese, dove nel 1505 morì senza eredi determinando di fatto l'estinzione del casato. Alla morte di Girolamo i possedimenti della famiglia passarono alle cugine Dianora e Diamante, attraverso le quali confluirono nel patrimonio dei Marsciano.

## Albero genealogico
Di seguito è riportato l'albero genealogico della famiglia Gaglioffi dal capostipite Giacomo "Gaglioffo", figlio di Tommaso Del Curiale, vissuto tra il XIII e il XIV secolo, fino all'ultimo discendente Girolamo Gaglioffi, deceduto nel 1505:
|                                     |                                              |                                              |                                   |                         |                     |                     |                                              |                                               |                                               |           |                       |                           |                               |                                                   |               |              |                   |                   |      |      |        |        |
|                                     |                                              |                                              |                                   |                         |                     |                     |                                              |                                               |                                               |           |                       |                           |                               | Giacomo "Gaglioffo" ...-1335 sp. Giovanna Fidanza |               |              |                   |                   |      |      |        |        |
|                                     |                                              |                                              |                                   |                         |                     |                     |                                              |                                               |                                               |           |                       |                           |                               |                                                   |               |              |                   |                   |      |      |        |        |
|                                     |                                              |                                              |                                   |                         |                     |                     |                                              |                                               |                                               |           |                       |                           |                               |                                                   |               |              |                   |                   |      |      |        |        |
|                                     |                                              |                                              |                                   |                         |                     |                     |                                              | Giovanni                                      | Giovanni                                      |           |                       |                           | Ludovico                      | Ludovico                                          | Pietruccio    | Pietruccio   | Francesca "Cecca" | Francesca "Cecca" | Mita | Mita | Chiara | Chiara |
|                                     |                                              |                                              |                                   |                         |                     |                     |                                              |                                               |                                               |           |                       |                           |                               |                                                   |               |              |                   |                   |      |      |        |        |
|                                     |                                              |                                              |                                   |                         |                     |                     |                                              |                                               |                                               |           |                       |                           |                               |                                                   |               |              |                   |                   |      |      |        |        |
|                                     |                                              |                                              |                                   |                         |                     |                     |                                              | Jacobuccio sp. Elena Roiani                   | Jacobuccio sp. Elena Roiani                   |           |                       |                           | Giacomo sp. Nella Camponeschi | Giacomo sp. Nella Camponeschi                     |               |              |                   |                   |      |      |        |        |
|                                     |                                              |                                              |                                   |                         |                     |                     |                                              |                                               |                                               |           |                       |                           |                               |                                                   |               |              |                   |                   |      |      |        |        |
|                                     |                                              |                                              |                                   |                         |                     |                     |                                              |                                               |                                               |           |                       |                           |                               |                                                   |               |              |                   |                   |      |      |        |        |
|                                     |                                              |                                              |                                   |                         |                     |                     |                                              | Niccolò ...-1412 sp. Maruccia Camponeschi     | Niccolò ...-1412 sp. Maruccia Camponeschi     | Filippo   | Filippo               |                           |                               | Ludovico                                          | Ludovico      | Gaglioffo    | Gaglioffo         |                   |      |      |        |        |
|                                     |                                              |                                              |                                   |                         |                     |                     |                                              |                                               |                                               |           |                       |                           |                               |                                                   |               |              |                   |                   |      |      |        |        |
|                                     |                                              |                                              |                                   |                         |                     |                     |                                              |                                               |                                               |           |                       |                           |                               |                                                   |               |              |                   |                   |      |      |        |        |
|                                     |                                              |                                              |                                   |                         |                     |                     |                                              | Antonbattista ...-1460 sp. Pasqua del Corbaro | Antonbattista ...-1460 sp. Pasqua del Corbaro | Gaglioffo | Gaglioffo             | Vannuccia sp. Meo Caselli | Vannuccia sp. Meo Caselli     | Giacomantonio                                     | Giacomantonio |              |                   |                   |      |      |        |        |
|                                     |                                              |                                              |                                   |                         |                     |                     |                                              |                                               |                                               |           |                       |                           |                               |                                                   |               |              |                   |                   |      |      |        |        |
|                                     |                                              |                                              |                                   |                         |                     |                     |                                              |                                               |                                               |           |                       |                           |                               |                                                   |               |              |                   |                   |      |      |        |        |
|                                     | Costantino ...-1495 sp. Francesca degli Atti | Costantino ...-1495 sp. Francesca degli Atti | Giovanbattista ...-1493           | Giovanbattista ...-1493 | Vespasiano ...-1486 | Vespasiano ...-1486 | Filippangelo ...-1493 sp. Isabella Porcinari | Filippangelo ...-1493 sp. Isabella Porcinari  | Ludovico                                      | Ludovico  | Giovan Mauro ...-1486 | Giovan Mauro ...-1486     | Giacomo                       | Giacomo                                           | Pietro Paolo  | Pietro Paolo |                   |                   |      |      |        |        |
|                                     |                                              |                                              |                                   |                         |                     |                     |                                              |                                               |                                               |           |                       |                           |                               |                                                   |               |              |                   |                   |      |      |        |        |
|                                     |                                              |                                              |                                   |                         |                     |                     |                                              |                                               |                                               |           |                       |                           |                               |                                                   |               |              |                   |                   |      |      |        |        |
| Dianora sp. Alessandro di Marsciano | Dianora sp. Alessandro di Marsciano          | Diamante sp. Leonardo Bucciarelli            | Diamante sp. Leonardo Bucciarelli |                         |                     |                     | Girolamo ...-1505                            | Girolamo ...-1505                             |                                               |           |                       |                           |                               |                                                   |               |              |                   |                   |      |      |        |        |

## Stemma
La blasonatura dello stemma della famiglia Gaglioffi è d'azzurro a due caprioli d'argento.